# Обединен отбор
Обединеният отбор е името на отбора, състоящ се от състезатели от бившите съюзни републики на СССР, с изключение на Прибалтийските републики.
Така се наричат общите отбори в периода непосредствено след разпадането на СССР и създаването на 15 независими държави на мястото на съветските съюзни републики. Тази форма осигурява възможност на новите държави да участват в международни спортни състезания въпреки бавната процедура на приемането им за членове на Международния олимпийски комитет (МОК).
Такъв отбор участва на Зимните олимпийски игри в Албервил и Летните олимпийски игри в Барселона през 1992 година.
В отбора за зимните игри участват само 6 от новите държави – Армения, Беларус, Казахстан, Русия, Украйна и Узбекистан. В отбора за летните игри вземат участие всичките 12 бивши съветски съюзни републики (без прибалтийските) – Азербайджан, Армения, Беларус, Грузия, Казахстан, Киргистан, Молдова, Русия, Таджикистан, Туркменистан, Узбекистан и Украйна.
По време на зимните олимпийски игри националните олимпийски комитети на републиките все още не са членове на МОК. Затова Олимпийското знаме се използва вместо националните знамена по време на церемонията на откриването и по време на награждаванията. По време на награждаванията се изпълнява Олимпийският химн за победителите от тези страни.
По време на летните олимпийски игри националните олимпийски комитети вече са членове на МОК, но въпреки това участват с обединен отбор. Отборът участва в церемониите с Олимпийското знаме и Олимпийския химн, но когато състезателите печелят медали, се издигат знамената на държавите им и се свирят химните им.
На игрите в Барселона обединеният отбор завършва на 1-во място в класирането по медали с 45 златни, 38 сребърни и 29 бронзови медала.
На игрите в Албервил обединеният отбор завършва на второ място в класирането по медали след Германия с 9 златни, 6 сребърни и 8 бронзови медала.
|  | Тази страница частично или изцяло представлява превод на страницата Unified Team at the Olympics в Уикипедия на английски. Оригиналният текст, както и този превод, са защитени от Лиценза „Криейтив Комънс – Признание – Споделяне на споделеното“, а за съдържание, създадено преди юни 2009 година – от Лиценза за свободна документация на ГНУ. Прегледайте историята на редакциите на оригиналната страница, както и на преводната страница, за да видите списъка на съавторите. ВАЖНО: Този шаблон се отнася единствено до авторските права върху съдържанието на статията. Добавянето му не отменя изискването да се посочват конкретни източници на твърденията, които да бъдат благонадеждни. |